# Camilla Gunell
Camilla Gunell (född 7 september 1970) är en åländsk politiker. Hon är partiledare för Ålands socialdemokrater sedan 2009. Gunell har varit ledamot av Ålands lagting sedan 2003. Hon var lantråd 2011–2015, vice lantråd 2015–2019 och blev infrastruktur- och klimatminister 2023.

## Politisk karriär
Gunell blev ledamot av Ålands lagting och Mariehamns stadsfullmäktige 2003. Efter regeringskrisen på Åland 2004 blev hon kultur- och utbildningsminister i den nya landskapsregeringen 2005.
År 2009 blev Gunell partiledare för Ålands socialdemokrater. Hon blev lantråd efter valet 2011 och ledde landskapsregeringen till 2015.
Efter valet 2015 blev Liberalerna på Åland största parti. De bildade regering med Socialdemokraterna och Moderat Samling för Åland. Katrin Sjögren blev lantråd och Gunell blev vice lantråd och miljö- och näringsminister 2015–2019.
År 2023 blev Gunell infrastruktur- och klimatminister.

## Uppdrag
I Ålands lagting har Gunell haft flera uppdrag, bland annat:
- Vice ordförande i Ålands delegation till Nordiska rådet
- Medlem i Självstyrelsepolitiska nämnden
- Medlem i Talmanskonferensen
- Medlem i Finans- och näringsutskottet (2011)
- Ersättare i Självstyrelsepolitiska nämnden (2003–2005, 2011)
- Medlem i Självstyrelsepolitiska nämnden (2008–2011)
- Medlem i Stora utskottet (2008–2011)
- Medlem i Finansutskottet (2008–2011)
- Ersättare i Kulturutskottet (2008–2011)
- Medlem i Kulturutskottet (2003–2005)
- Ersättare i Stora utskottet (2003–2005)

## Utmärkelser
- Kommendör av Nordstjärneorden,  juni 2022[8]

[Redigera Wikidata]